# Municipio de Tuscarawas (condado de Stark)
El municipio de Tuscarawas (en inglés: Tuscarawas Township) es un municipio ubicado en el condado de Stark en el estado estadounidense de Ohio. En el año 2010 tenía una población de 5980 habitantes y una densidad poblacional de 78,39 personas por km².

## Geografía
El municipio de Tuscarawas se encuentra ubicado en las coordenadas 40°46′32″N 81°35′21″O / 40.77556, -81.58917. Según la Oficina del Censo de los Estados Unidos, el municipio tiene una superficie total de 76.29 km², de la cual 76.26 km² corresponden a tierra firme y (0.04%) 0.03 km² es agua.

## Demografía
Según el censo de 2010, había 5980 personas residiendo en el municipio de Tuscarawas. La densidad de población era de 78,39 hab./km². De los 5980 habitantes, el municipio de Tuscarawas estaba compuesto por el 98.26% blancos, el 0.45% eran afroamericanos, el 0.07% eran amerindios, el 0.22% eran asiáticos, el 0.07% eran isleños del Pacífico, el 0.13% eran de otras razas y el 0.8% pertenecían a dos o más razas. Del total de la población el 0.85% eran hispanos o latinos de cualquier raza.